# Ramon Serrat i Fajula
Ramon Serrat i Fajula (Sant Joan de les Abadesses, 4 d'agost de 1881 – Terrassa, 2 de novembre de 1944) va ser músic, compositor –especialment de sardanes– i professor de música.

## Biografia
La seva activitat musical començà a Sant Joan, on a edat ben jove va estudiar solfeig, piano i violí, i on es va incorporar a la Cobla Santjoanina. El 1908 vivia a Ribes de Freser, on dirigia el Cor Taga. L'any següent s'establí a Olot, on tocà de primer tible i violí a la cobla La Lira i a la Cobla la Principal d'Olot. D'Olot passà a Granollers, el 1910, com a músic de la Cobla Els Senders. El 1911, a Cassà de la Selva, s'incorporava a la cobla Unió Cassanenca i sembla que amplià la formació musical amb mossèn Gabriel Garcia. El 1913, juntament amb Pere Mercader i Pere Arpa, fundà la cobla Selvatana. L'any 1915 s'establí a Ripoll, on va ser fundador i director de l'Orfeó de Ripoll, director de l'Escola Municipal de Música de Ripoll i de les corals La Flor de Maig (de Ripoll) i La Sempreviva (de Campdevànol). L'any 1919 fundà la cobla-orquestra L'Aliança Ripollesa que dirigí, i on tocà de primer tenora, fins al 1925. En alguns moment d'aquests anys rebé classes d'harmonia i contrapunt d'Enric Morera i Viura i, en endavant, hi mantingué una llarga correspondència que contribuí a forjar l'estil compositiu de Ramon Serrat.
En obtenir per oposició la plaça de director de l'Escola de Música de Terrassa (1925), es traslladà a viure a aquesta població. El 1926 s'incorporà a la Cobla Orquestra Terrassa i formà la Banda municipal, que dirigí fins que va morir. També portà la coral Joventut Terrassenca (1928-1931 ) i l'orfeó del Círculo Tradicionalista. Ocasionalment va exercir de primer tenora a la cobla La Principal de Terrassa. La producció compositiva d'en Ramon Serrat va ser diversa: gènere simfònic, música de cambra, cançons, música religiosa i peces per a cobla, amb gran quantitat de sardanes.
La seva família estigué ben lligada a la música: Serrat era cosí d'Honorat Vilamanyà, la seva filla Núria Serrat va ser professora a l'Escola de Música de Terrassa i el seu gendre Pere Alegre i Puech va ser músic i compositor de sardanes.
Entre els diversos reconeixements que ha tingut en Ramon Serrat destaca la plaça i el monument que Terrassa li dedicà, així com la creació a Sant Joan de les Abadesses de l'Escola Municipal de Música Ramon Serrat. Altres compositors li han dedicat sardanes: A en Ramon Serrat, de Jaume Cristau, Honorant Ramon Serrat, de Tomàs Gil i Membrado, i La plaça del mestre Serrat, d'Elvira Bonhora i Artés.
El fons personal de Ramon Serrat es conserva a la Biblioteca de Catalunya.

### Premi Ramon Serrat
A Terrassa es va convocar el Premi Ramon Serrat per a Joves Compositors de Cobla, organitzat per la ASERT amb la col·laboració dels ajuntaments de Terrassa i Sant Joan de les Abadesses. La seva finalitat era incentivar la composició de sardanes entre els autors joves, un camp que no estava cobert pels altres concursos. Se'n van fer tres edicions (1987, 1989 i 1992), que premiaren tres promeses que han esdevingut músics reputats en el món de la música per a cobla i les sardanes: Joan Josep Blay amb Cançó de falda per l'albada, Joan Jordi Beumala per Ofrena a Lleida i Jordi Molina amb Capvespre.

## Obra
- Evocació a la nit, quadret simfònic
- El molí petit, suite
- Poema simfònic, per a orquestra
- El roser de Vallfogona, sarsuela amb lletra de Basil Puig i Aguilar

- Dos quartets de corda
- Una sonata per a piano
- Una suite per a banda
- Una col·lecció de lied per a cant i piano

### Música per a cobla
- Odissea, poema
- Va fer l'adaptació per a cobla d'algunes de les músiques que es toquen en el Passant de les pabordesses i, juntament amb Narcís Oliveras, en les tradicionals serenates de la Festa major de Sant Joan de les Abadesses: Marxa de les pabordesses, Serenata americana, Ballet dels segadors, Xotis (Serenata) i Masurca (Serenata)

### Sardanes
Va escriure unes 170 sardanes. Alguns títols en són:
- Adalaisa
- Antònia (1934)
- Boirines
- Camí de Núria, obligada de tenora
- La cançó de l'esmolet, obligada de tible
- El carrer de les parres (1949)
- Dansaires egarencs
- Delícies del bosc, obligada de flabiol
- Dolç refilet, obligada de tible
- Esbart d'ocells
- La Fageda d'en Jordà
- Fent-se clar
- Festívola
- La font del Cubilà (1909)
- La font dels lledoners (1942)
- La Gala de Campdevànol
- Gentil Roser
- La Gracieta de Rocaters (1932)
- L'hereu Maraldes (1922)
- La Moixina d'Olot
- El meu vailet, dedicada al seu fill
- Neu rodona (1923)
- Nit de Reis (1916)
- Nit serena (1922). En va fer una versió com a Sardana per a piano núm. 1
- L'oreig entre els pins (1934)
- El pantà de Xuriguera, dedicada a un pantà que subministrà aigua a Terrassa des del 1902, i que s'esfondrà el 1944 causant vuit morts
- Pel fill que no vindrà (1921)
- La plaça del meu poble (1943)
- El pont de les mentides (1948)
- Pregària (1944)
- Record llunyà (1920), dedicada a la seva esposa
- La ripollesa, revessa
- El roser de Vallfogona, extret de la sarsuela
- Sortint d'ofici
- L'últim adéu (1921)
- La verge vella